# Kaiser-Jäger-Marsch
Kaiser-Jäger-Marsch, op. 93, är en marsch av Johann Strauss den yngre. Den spelades första gången den 7 juli 1851 i Wien. 

## Historia
Det ursprungliga tyrolska jägarregementet hade bildats 1801 men lades ned endast sju år senare, 1808. 1813 grundade generalen Franz Fenner von Fennerberg en skyttekår, "Fenner-Jäger-Corps", för att strida i befrielsekriget mot kejsar Napoleons överhöghet (jägartrupper fanns i Tyrolen på båda sidor om Alperna i årtionden). 1816 bytte regementet namn till "Tiroler Jäger-Regiment Kaiser Franz I" efter kejsaren Frans I av Österrike. Med åren byttes namnen ut allt eftersom kejsarna efterträdde varandra: 1835 blev det "Tiroler Jäger-Regiment Kaiser Ferdinand" och 1848 "Tiroler Jäger-Regiment Kaiser Franz Joseph". 1895 omorganiserades regementet till fyra numrerade regementen med namnet "Tiroler Kaiser-Jäger", som alla ansågs som eliten i den kejserliga armén.
Naturligtvis komponerades många marscher för den dagliga tjänsten såväl för de tämligen många paraderna. Men varför Johann Strauss komponerade sin Kaiser-Jäger-Marsch sommaren 1851 kan inte fastställas. En parad av tyrolerregementet var inte att väntas i Wien vid den tiden. Marschen spelades första gången den 7 juli 1851 vid en välgörenhetskonsert i Johann Denglers "Bierhalle" i förorten Fünfhaus. Vid samma tillfälle spelades även Straussvalsen Gambrinus-Tänze (op. 97).

## Om marschen
Speltiden är ca 2 minuter och 12 sekunder plus minus några sekunder beroende på dirigentens musikaliska tolkning.

## Weblänkar
- Dynastin Strauss 1851 med kommentarer om Kaiser-Jäger-Marsch.
- Kaiser-Jäger-Marsch i Naxos-utgåvan.